# Zofia Bielańska-Osuchowska
Zofia Bielańska-Osuchowska (ur. 5 grudnia 1919 w Krakowie, zm. 26 listopada 2017 w Warszawie) – polska biolog, profesor nauk przyrodniczych, specjalista embriologii i histologii, wieloletni kierownik Zakładu Histologii i Embriologii Wydziału Medycyny Weterynaryjnej SGGW. Prezes Rady Fundacji Biologii Komórki i Embriologii, była prezes Polskiego Towarzystwa Anatomicznego i była wiceprezes Polskiego Towarzystwo Histochemików i Cytochemików.

## Życiorys

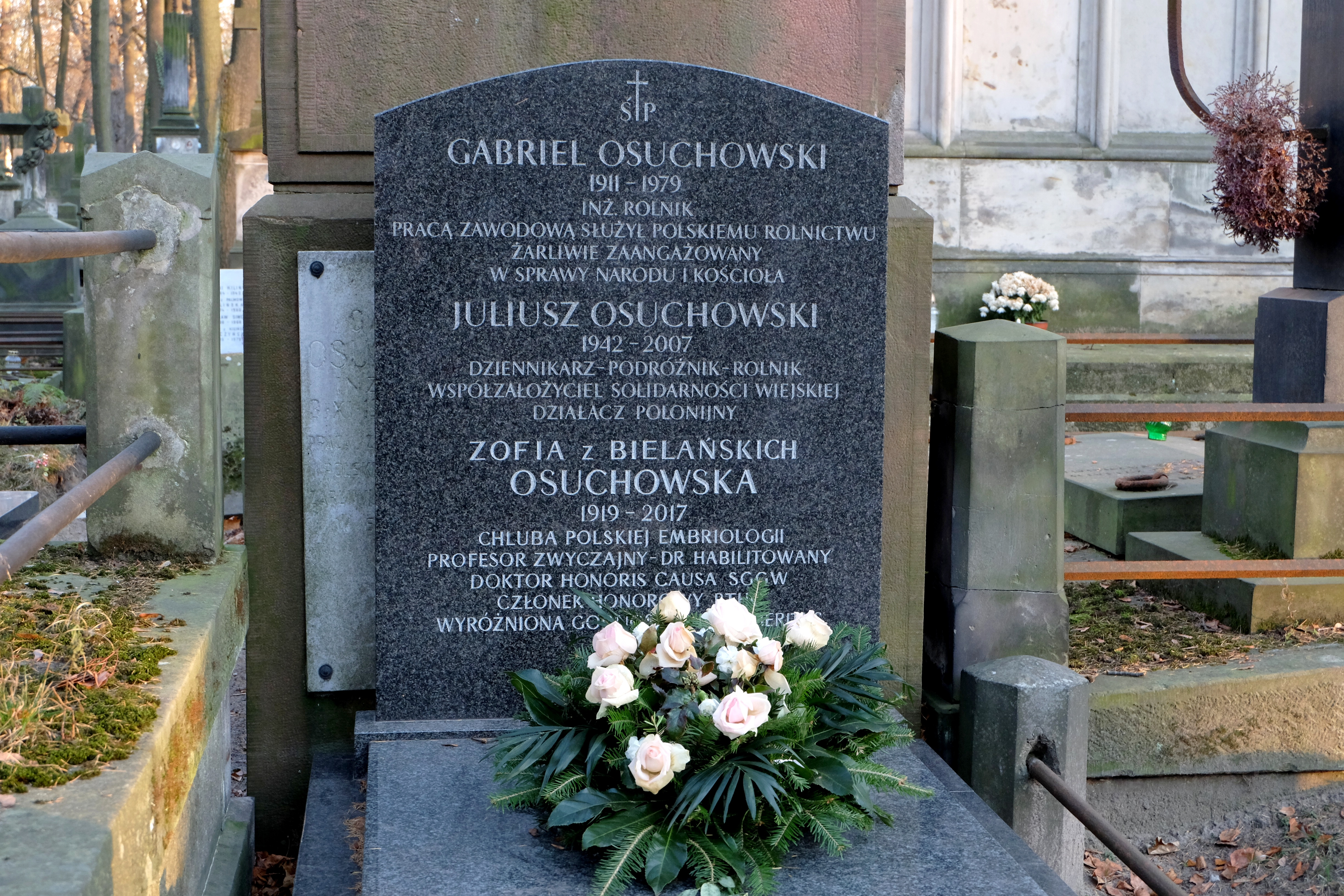
Grób Zofii Bielańskiej-Osuchowskiej na cmentarzu Powązkowskim w Warszawie

W 1937 rozpoczęła studia w sekcji biologii Wydziału Filozoficznego Uniwersytetu Jagiellońskiego, kontynuowała je po zakończeniu II wojny światowej i ukończyła w 1951.
Od 1953 pracowała na Wydziale Weterynaryjnym SGGW, w Zakładzie Histologii i Embriologii, początkowo jako starszy asystent. W 1958 uzyskała stopień kandydata nauk zoologicznych na Uniwersytecie Warszawskim i na SGGW została zatrudniona jako adiunkt. W 1961 habilitowała się na Wydziale Weterynaryjnym SGGW i od 1962 pracowała jako docent. W 1972 została profesorem nadzwyczajnym, w 1980 profesorem zwyczajnym.
W latach 1962–1968 i 1976–1990 kierowała Zakładem następnie Katedrą Histologii i Embriologii SGGW, w latach 1964–1969 była prodziekanem Wydziału Weterynaryjnego. W 1994 otrzymała tytuł doktora honoris causa SGGW.
Przez wiele lat swej czynnej kariery zawodowej była organizatorką dorocznych Konferencji Biologii Komórki w Warszawie. Jest autorką podręczników akademickich (m.in. Embriologia) oraz skryptów, napisała blisko 60 prac, głównie z zakresu embriologii zwierząt.
W latach 1971–1977 była prezesem Polskiego Towarzystwa Anatomicznego, w 1986 została członkiem honorowym PTA.
W 1973 została odznaczona Krzyżem Kawalerskim Orderu Odrodzenia Polski.
Pochowana na cmentarzu Powązkowskim w Warszawie (kwatera 20-6-26).
Siostra Adama Bielańskiego, profesora chemii oraz Władysława Bielańskiego, profesora biologii.

## Odznaczenia
- Krzyż Kawalerski Orderu Odrodzenia Polski (1973)
- Medal Komisji Edukacji Narodowej (1984)
- Odznaka tytułu honorowego „Zasłużony Nauczyciel PRL” (1987)[5]